# Karl Endriss
Karl Emil Endriss (* 30. September 1867 in Göppingen; † 26. September 1927 in Stuttgart) war ein deutscher Geologe.

## Leben
Karl  Endriss studierte Geologie und Zoologie in Stuttgart, Leipzig, München und Zürich und wurde 1898 an der Universität Zürich in Geologie promoviert (Arbeit über die Geologie des Randecker Maars und des Schopflocher Riedes).
Nach Aufenthalt bei der Zoologischen Station in Neapel war er bei der geologischen Landesaufnahme von Sachsen. 1891 habilitierte er sich in Stuttgart, war dort Privatdozent und ab 1901 außerordentlicher Professor. Ab 1907 war er Privatgelehrter und freiberuflicher Gutachter.
Er befasste sich mit Stratigraphie der Trias, mit Karst und Höhlenkunde. Von ihm stammt eine tektonische Karte von Württemberg (1900).
Er war Anhänger der Naturheilkunde-Lehre seines Lehrers Gustav Jäger.

## Schriften
- Die Steinsalzformation im Mittleren Muschelkalk Württembergs. Zimmer, Stuttgart 1898.
- Von des Schwarzwalds Scholle: mit einer geologischen Übersichtskarte und geologischen Profilen. Stuttgart 1911.
- Versteinerungen; ein Taschenbuch zum Sammeln und Bestimmen von Versteinerungen und Fossilien und eine Einführung in die Versteinerungslehre. Franckh, Stuttgart 1927.